# 耶尔马兹·居内伊

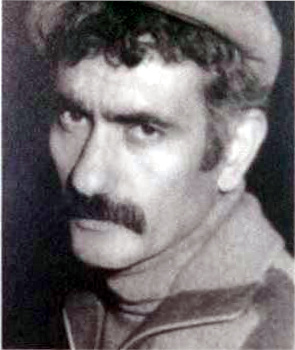
耶尔马兹·居内伊

耶尔马兹·居内伊 (Yılmaz Güney，1937年4月1日 - 1984年9月9日) 是一位库尔德裔土耳其电影导演、编剧、小說家、演员和共产主义政治活动家。   他的许多作品反映的都是极左的视角以及土耳其工人阶级的困境。1982年，居内伊獲得戛纳电影节金棕榈奖。
1974年，居内伊因被指控谋杀法官而被判有罪，但他否认了这一指控 ，之后他逃离土耳其，其土耳其国籍也被剥夺。  